# All the Beauty and the Bloodshed
All the Beauty and the Bloodshed (dt.: „All die Schönheit und das Blutvergießen“) ist ein US-amerikanischer Dokumentarfilm von Laura Poitras aus dem Jahr 2022. Das Werk folgt dem Leben der US-amerikanischen Fotografin Nan Goldin und dokumentiert deren Kampf gegen die Oxycodon-Hersteller-Familie Sackler. Diese wird für die Opioidkrise in den Vereinigten Staaten mitverantwortlich gemacht.
Der Film wurde am 3. September 2022 bei den Internationalen Filmfestspielen von Venedig uraufgeführt und gewann dort mit dem Goldenen Löwen den Hauptpreis des Festivals. Ein regulärer Kinostart in den USA fand ab 23. November 2022 statt. In Deutschland kam der Film am 25. Mai 2023 regulär in die Kinos.

## Inhalt

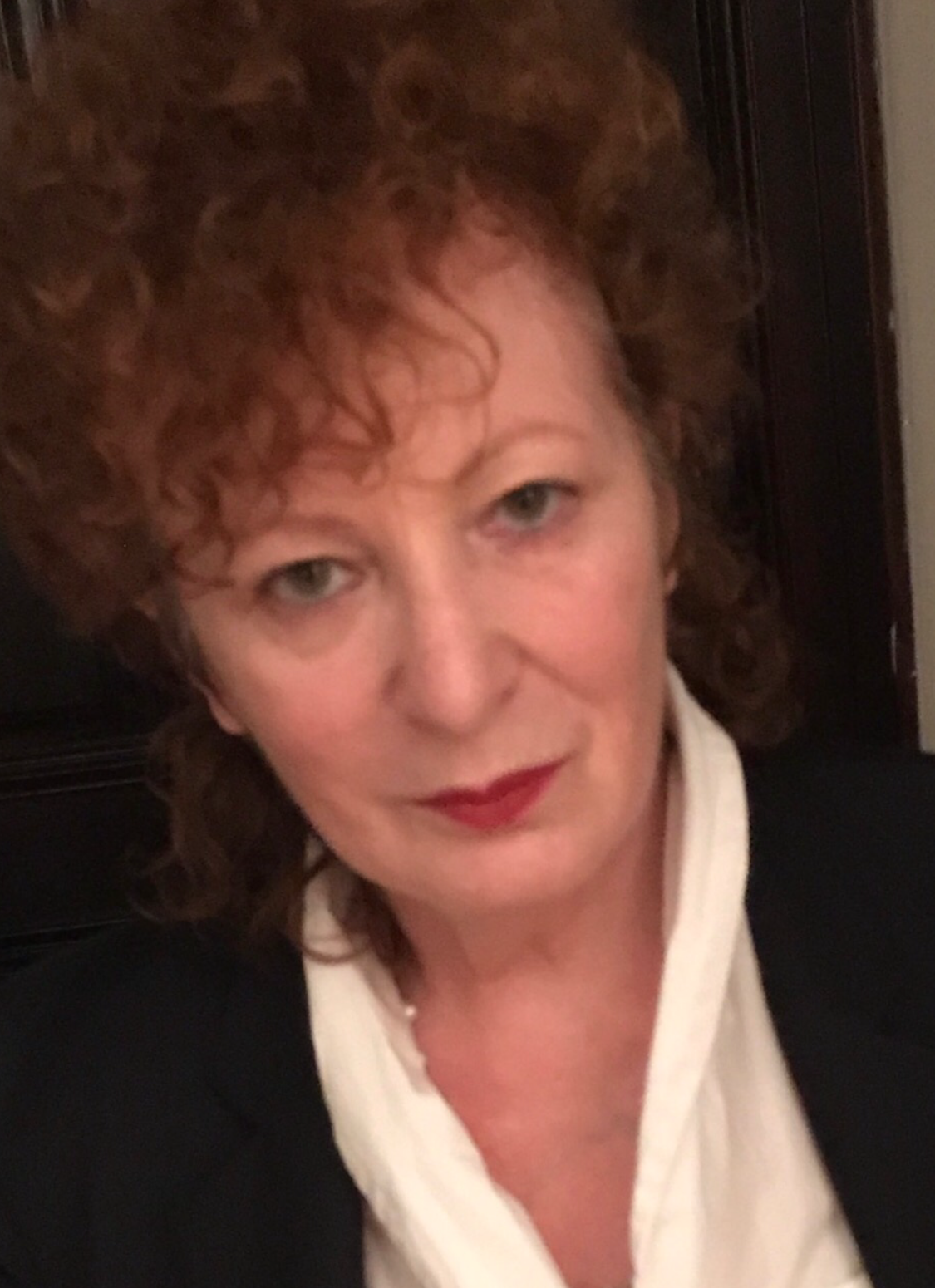
Nan Goldin (2017)

Das Werk folgt zwei Erzählungen. Auf der einen Seite werden das Leben und die Karriere von Nan Goldin dokumentiert, die aus dem New Yorker „No Wave“-Underground zu einer der bedeutendsten Fotografinnen des späten 20. Jahrhunderts aufstieg. Der Film ist mit zahlreichen Fotografien von ihr illustriert, während die Künstlerin ihre eigene Geschichte erzählt. Dabei geht Goldin auf ihre dysfunktionale Vorstadterziehung, den Suizid ihrer Schwester im Teenageralter und den Kampf ihrer Gemeinde gegen AIDS in den 1980er-Jahren ein.
Auf der anderen Seite erzählt All the Beauty and the Bloodshed vom Untergang der US-amerikanischen Pharmadynastie Sackler. Die Oxycodon-Hersteller-Familie, der das Unternehmen Purdue Pharma gehört, wird für die tödliche Opioidkrise in den Vereinigten Staaten mitverantwortlich gemacht. Tatsächlich war Purdue Pharma im Jahr 2007 zu einer Strafzahlung von über 600 Mio. US-Dollar verurteilt worden, wegen unzureichender Kennzeichnung des Abhängigkeitspotentials des Medikaments. Nachdem Goldin ihre eigene, wegen des Gebrauchs des Medikamentes entstandene Opioidabhängigkeit überwunden hatte, gründete sie die Interessensgruppe „P.A.I.N“ (Prescription Addiction Intervention Now) und setzte sich mit öffentlichen Protesten aktiv gegen die Sacklers zur Wehr. Die Mäzenatenfamilie hatte zahlreiche Kunstinstitutionen weltweit finanziell unterstützt. Auch kämpfte Goldin für eine Entstigmatisierung der Drogensucht.

## Hintergrund

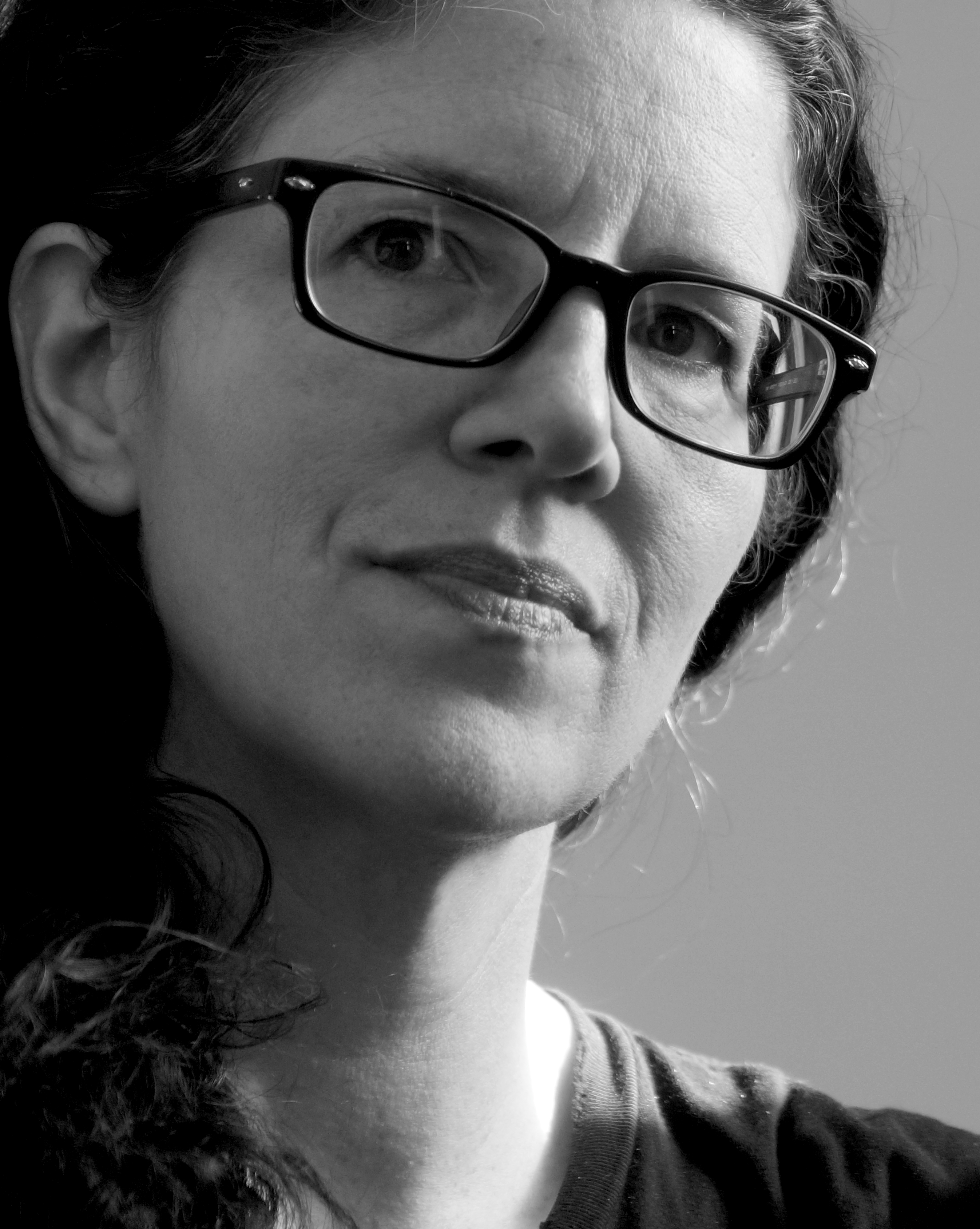
Laura Poitras (2014)

All the Beauty and the Bloodshed ist der sechste Langfilm der US-amerikanischen Dokumentarfilm-Regisseurin und Oscar‑Preisträgerin Laura Poitras und gleichzeitig ihr erstes Künstlerporträt. Hinter dem Film stehen die Produktionsgesellschaften Participant von Jeffrey Skoll sowie Praxis Films, die auch Poitras vorangegangene Werke produziert hatten. Sie begann ab 2019 mit Goldin zu arbeiten, zwei Jahre nachdem die Künstlerin den Kampf gegen die Sackler-Familie aufgenommen hatte. Poitras beschrieb die Dreharbeiten als sehr intim. Goldin und sie hätten sich jeweils am Wochenende in ihrem Wohnzimmer getroffen und geredet. Die Filmemacherin war zuerst vom Thema Sackler angezogen. „Ich fühlte mich zuerst von der heutigen Horrorgeschichte einer Milliardärsfamilie angezogen, die wissentlich eine Epidemie verursachte und dann Geld in Museen steckte, im Austausch für Steuerabschreibungen und die Benennung von Galerien“, so Poitras. Später sei ihr klar geworden, dass der Kern von All the Beauty and the Bloodshed Goldins Kunst, Fotografie und das Erbe ihrer Freunde und ihrer Schwester Barbara sei. Poitras betitelte es als „Ein Vermächtnis von Menschen, die aus Amerika fliehen“.

## Rezeption

### Veröffentlichung
Die Premiere des Films erfolgte am 3. September 2022 beim Filmfestival von Venedig. Sechs Tage später, ab 9. September, wurde der Film beim Filmfestival von Toronto gezeigt.
Eine erste Aufführung in den USA fand am 7. Oktober 2022 im Rahmen des New York Film Festivals statt. Dort wurde All the Beauty and the Bloodshed in die Sektion „Centerpiece“ aufgenommen. Gleichzeitig sollte Goldin das offizielle Plakat zur 60. Auflage des Filmfestivals gestalten. Ebenfalls im Oktober wurde Poitras’ Regiearbeit ins Programm des Filmfestival von London aufgenommen.
Ein regulärer Kinostart in den USA fand ab 23. November 2022 in New York statt. Der Film wurde im Verleih von Neon gezeigt. In Deutschland sicherte sich das Unternehmen Plaion die Verleihrechte. Beim Internationalen Frauen Filmfest in Dortmund + Köln 2023 fand die deutsche Festivalpremiere statt. Regulär sollte der Film ab 26. Mai 2023 in die Kinos kommen.

### Kritiken

#### Englischsprachige Stimmen
Von den bei Rotten Tomatoes aufgeführten 144 Kritiken sind 95 Prozent positiv („fresh“) und ergeben eine Durchschnittswertung von 8,6 von 10 Punkten. Auf der Website Metacritic erhielt All the Beauty and the Bloodshed eine Bewertung von 90 Prozent, basierend auf mehr 30 ausgewerteter englischsprachiger Kritiken. Dies entspricht einhelligem Beifall („universal acclaim“). Auch belegte der Film nach allen gezeigten 23 Wettbewerbsbeiträgen in Venedig im internationalen Kritikenspiegel der italienischen Zeitschrift Venezia News einen fünften Platz (3,53 von 5 möglichen Sternen), während der iranische Beitrag No Bears (4,14) die Wertung anführte.
Sophie Monks Kaufmann (Indiewire) vergab nach der Uraufführung in Venedig die Höchstnote „A+“ (deutsches Schulsystem: 1+) an den Film, dessen Titel an eine Zeile aus einem Yeats-Gedicht erinnere. Poitras habe ein „überragendes und umwerfendes Werk von schockierender Intelligenz und noch größerer emotionaler Kraft weiterentwickelt“. All the Beauty and the Bloodshed sei der bedeutenden Fotokünstlerin Goldin würdig und „vollgestopft mit Informationen“, während „in den letzten 15 Minuten nur die Kernprinzipien einflossen und eine mächtige Kohärenz offenbart“ werde. Ähnlich gepriesen wurde der Dokumentarfilm von weiteren amerikanischen Branchendiensten wie The Hollywood Reporter („ein Werk von umwerfender Kraft“), Deadline („packend“) Variety („traurige, aufschlussreiche und auf ihre Weise recht witzige Anekdote“) oder dem britischen ScreenDaily („fesselndes, aufschlussreiches Porträt“).

#### Deutschsprachiger Raum
Ähnlich euphorisch äußerten sich die deutschsprachigen Medien. Tobias Kniebe (Süddeutsche Zeitung) verwies auf Goldins erfolgreiches Wirken, die Sacklers als führende Kunstsponsoren unmöglich zu machen. Dennoch sei die Familie von der Justiz nur wenig zur Rechenschaft gezogen worden. Kniebe blieb eine Szene in Erinnerung, in der drei Familienvertreter gezwungen wurden, den „bitteren Geschichten“ zu lauschen, die Hinterbliebene von Opfern der Opiod-Krise zu erzählen haben. „Die steinernen, teigigen, stinkreichen und seelenlosen Gesichter in diesem Zoom-Call, die Poitras da eingefangen hat, das wird man so schnell nicht mehr vergessen“, so Kniebe.
Laut Andreas Schreiner (Neue Zürcher Zeitung) sei der Film „keine Nabel- oder Nüsternschau“. Es sei „einer über toxische Philanthropie“. Poitras Regiearbeit bringe aus Goldins Leben zusammen, was tatsächlich zusammengehöre: „die frühen Existenzkämpfe und den späteren Kampf gegen die Sacklers“. Schreiner sah den Film als preisverdächtig an. Dominik Kamalzadeh (Der Standard) sah „einen großartigen Dokumentarfilm“. Ähnlich wie Kaufmann urteilte er, dass All the Beauty and the Bloodshed Goldins „in jeder Hinsicht würdig“ sei. Es handle sich um „ein Beispiel für die enge Verbindung von Politik und Kunst, eine Ode auf die Gegenkultur im New York der 1970- und 1980er-Jahre, die durch Aids zerrissen“ worden sei. Es gehe um Geschichte und darum, wie sie sich wiederhole, so Kamalzadeh. Tim Caspar Boehme (die tageszeitung) berührte das Werk. Es schlage „eine Brücke vom frühen Suizid der Schwester Nan Goldins hin zu ihrer Wut gegen das Haus Sackler, die so stimmig wie bewegend“ sei.

## Auszeichnungen
All the Beauty and the Bloodshed wurde in der Filmpreissaison 2022/23 für über 80 internationale Film- bzw. Festivalpreise nominiert, von denen das Werk mehr als 30 gewinnen konnte, darunter der Goldene Löwe des Filmfestivals von Venedig für den besten Wettbewerbsfilm. Darüber hinaus erhielt das Werk bei der Oscarverleihung 2023 eine Nominierung in der Kategorie bester Dokumentarfilm, der aber an das Werk Nawalny verliehen wurde.
| Filmpreis (Auswahl)                                | Kategorie                                     | Resultat  | Preisträger/ Nominierte                                             |
| -------------------------------------------------- | --------------------------------------------- | --------- | ------------------------------------------------------------------- |
| Athens International Film Festival 2022            | Goldene Athene – Bester Dokumentarfilm        | Gewonnen  | Laura Poitras                                                       |
| Boston Online Film Critics Association Awards 2022 | Bester Dokumentarfilm                         | Gewonnen  | k. A.                                                               |
| Boston Society of Film Critics Awards 2022         | Bester Dokumentarfilm                         | Gewonnen  | k. A.                                                               |
| British Academy Film Awards 2023                   | Bester Dokumentarfilm                         | Nominiert | Laura Poitras, Howard Gertler, John Lyons, Nan Goldin, Yoni Golijov |
| British Independent Film Awards 2022               | Bester internationaler Independent-Film       | Nominiert | Laura Poitras, Howard Gertler, John Lyons, Nan Goldin, Yoni Golijov |
| Chicago Film Critics Association Awards 2022       | Bester Dokumentarfilm                         | Gewonnen  | k. A.                                                               |
| Cinema Eye Honors Awards 2022                      | Bester Dokumentarfilm                         | Nominiert | Laura Poitras, Howard Gertler, John Lyons, Nan Goldin, Yoni Golijov |
| Cinema Eye Honors Awards 2022                      | Beste Regie                                   | Nominiert | Laura Poitras                                                       |
| Cinema Eye Honors Awards 2022                      | Bester Schnitt                                | Nominiert | Amy Foote, Joe Bini, Brian A. Kates                                 |
| Cinema Eye Honors Awards 2022                      | Beste Filmmusik                               | Nominiert | Soundwalk Collective                                                |
| Cinema Eye Honors Awards 2022                      | „The Unforgettables“                          | Gewonnen  | Laura Poitras                                                       |
| Critics’ Choice Documentary Awards 2022            | Bester politischer Dokumentarfilm             | Nominiert | Neon, HBO Documentary Films                                         |
| Critics’ Choice Documentary Awards 2022            | Beste Regie                                   | Nominiert | Laura Poitras, Neon, HBO Documentary Films                          |
| Eddie Awards 2023                                  | Bester Schnitt – Dokumentarfilm               | Nominiert | Amy Foote, Joe Bini, Brian A. Kates                                 |
| Florida Film Critics Circle Awards 2022            | Bester Dokumentarfilm                         | Gewonnen  | k. A.                                                               |
| Gotham Awards 2022                                 | Bester Dokumentarfilm                         | Nominiert | Laura Poitras, Howard Gertler, John Lyons, Nan Goldin, Yoni Golijov |
| Independent Spirit Awards 2023                     | Bester Dokumentarfilm                         | Gewonnen  | Laura Poitras, Howard Gertler, John Lyons, Nan Goldin, Yoni Golijov |
| London Critics’ Circle Film Awards 2023            | Bester Dokumentarfilm                         | Gewonnen  | k. A.                                                               |
| London Critics’ Circle Film Awards 2023            | Bester Film                                   | Nominiert | k. A.                                                               |
| Filmfestival von London 2022                       | Grierson Award – Bester Dokumentarfilm        | Nominiert | Laura Poitras                                                       |
| Los Angeles Film Critics Association Awards 2022   | Bester Dokumentarfilm                         | Gewonnen  | k. A.                                                               |
| Filmfestival von Montclair 2022                    | Bruce Sinofsky Prize – Bester Dokumentarfilm  | Gewonnen  | k. A.                                                               |
| National Board of Review Awards 2022               | Top-5-Dokumentarfilme                         | Gewonnen  | k. A.                                                               |
| National Board of Review Awards 2022               | Preis für Meinungsfreiheit                    | Gewonnen  | k. A.                                                               |
| New York Film Critics Circle Awards 2022           | Bester Dokumentarfilm                         | Gewonnen  | k. A.                                                               |
| New York Film Critics Online Awards 2022           | Bester Dokumentarfilm                         | Gewonnen  | k. A.                                                               |
| Online Film Critics Society Awards 2023            | Bester Dokumentarfilm                         | Nominiert | k. A.                                                               |
| Oscarverleihung 2023                               | Bester Dokumentarfilm                         | Nominiert | k. A.                                                               |
| Satellite Awards 2022                              | Bester Dokumentarfilm                         | Nominiert | k. A.                                                               |
| St. Louis Film Critics Association Awards 2022     | Bester Dokumentarfilm                         | Gewonnen  | k. A.                                                               |
| Filmfestival von Stockholm 2022                    | Bronzenes Pferd – Bester Dokumentarfilm       | Gewonnen  | Laura Poitras                                                       |
| Filmfestival von Venedig 2022                      | Goldener Löwe – Bester Film                   | Gewonnen  | Laura Poitras                                                       |
| Filmfestival von Venedig 2022                      | Smithers Foundation Awar – Ambassador of Hope | Gewonnen  | Laura Poitras                                                       |
| Filmfestival von Venedig 2022                      | Queer Lion                                    | Nominiert | Laura Poitras                                                       |